# Kromosom 10
Kromosom 10 är ett av de 23 kromosomparen hos människor. Människor har normalt två kopior av detta kromosom. Kromosom 10 sträcker sig över cirka 133 miljoner baspar (byggmaterialet för DNA), och representerar mellan 4 och 4,5 procent av det totala DNA:t i cellerna. Kromosom 10 har 749 proteinkodande gener.

## Sjukdomar och tillstånd som är associerade med förändringar i kromosom 10:[2]
10q26 deletion syndrome
   - Beskrivning: Ett tillstånd som uppstår genom förlusten (deletionen) av en liten del av kromosom 10 i varje cell.
   - Symptom: Varierande ansiktsdrag, tillväxtproblem, mild till måttlig intellektuell funktionsnedsättning, utvecklingsförsening, genitala avvikelser hos män, eller skeletala och hjärtdefekter.
   - Storlek på deletion: Mellan 3,5 och 17 miljoner DNA-byggstenar (baspar), även kända som megabaser (Mb), på position q26 på kromosom 10.
Cancers
   - Förändringar i antalet och strukturen av kromosom 10 är associerade med olika typer av cancer, inklusive gliom i hjärnan och vissa typer av blodcancer (leukemier).
Andra kromosomala tillstånd
   - Intellektuell funktionsnedsättning, fördröjd tillväxt och utveckling, karakteristiska ansiktsdrag, och hjärtdefekter är vanliga drag vid andra förändringar i kromosom 10.
   - Förändringar inkluderar partiell trisomi, partiell monosomi, och en abnorm struktur känd som en ringkromosom 10.